# Tausend (Einheit)
Tausend, genauer großes Tausend, auch Großtausend, war ein deutsches Zähl- und Stückmaß.
- 1 Kleines Tausend = 1000 Stück[1]
- 1 Großes Tausend = 1200 Stück